# Jackson Wells
Jackson Wells (21 de abril de 1998) es un deportista neozelandés que compitió en esquí acrobático. Su hermano Josiah compitió en el mismo deporte.
Consiguió una medalla de bronce en los X Games de Invierno Noruega 2017, en la prueba de big air.

## Medallero internacional
| \| X Games de Invierno \| X Games de Invierno \| X Games de Invierno \| X Games de Invierno \| \| Año \| Lugar \| Medalla \| Prueba \| \| ------------------- \| ------------------- \| ------------------- \| ------------------- \| \| 2017 \| Oslo (Noruega) \| Medalla de bronce \| Big air \| |                |                   |         |
| X Games de Invierno |                |                   |         |
| Año | Lugar          | Medalla           | Prueba  |
| 2017 | Oslo (Noruega) | Medalla de bronce | Big air |